# Олга Мурджева-Шкарич
Олга Кирилова Мурджева-Шкарич (на македонска литературна норма: Олга Кирилова Мурџева-Шкариќ) е северномакедонска психоложка.

## Биография
Родена е на 17 септември 1944 година в Кавадарци. В 1967 година завършва Философския факултет в Белградския университет. В 1973 година получава магистърска степен от Парижкия университет и в 1983 година докторска от Философския факултет в Скопие. Работи като клиничен психолог (1969-1972), а от 1973 година е на работа във Философския факултет в Скопие. Основателка е на Института по психология в 1974 година, на Балканския център за изследване на мира в 1993 година, на програмата за мир и развитие във Философския факултет в Скопие в 1997 година, както и на научните дисциплини психология на развитието, полова психология и трансформация на конфликти. Ръководи е редица проекти на международните организации УНИЦЕФ, ЮНЕСКО, ЮНДП, ТЕМПУС, ОМЕП и ИПРА. Тя е международен експерт в областта на развитието на отношенията между половете и развитието на култура на мир и ненасилие. Издала е няколко творби, учебници и ръководства.